# John Gray (filosoof)

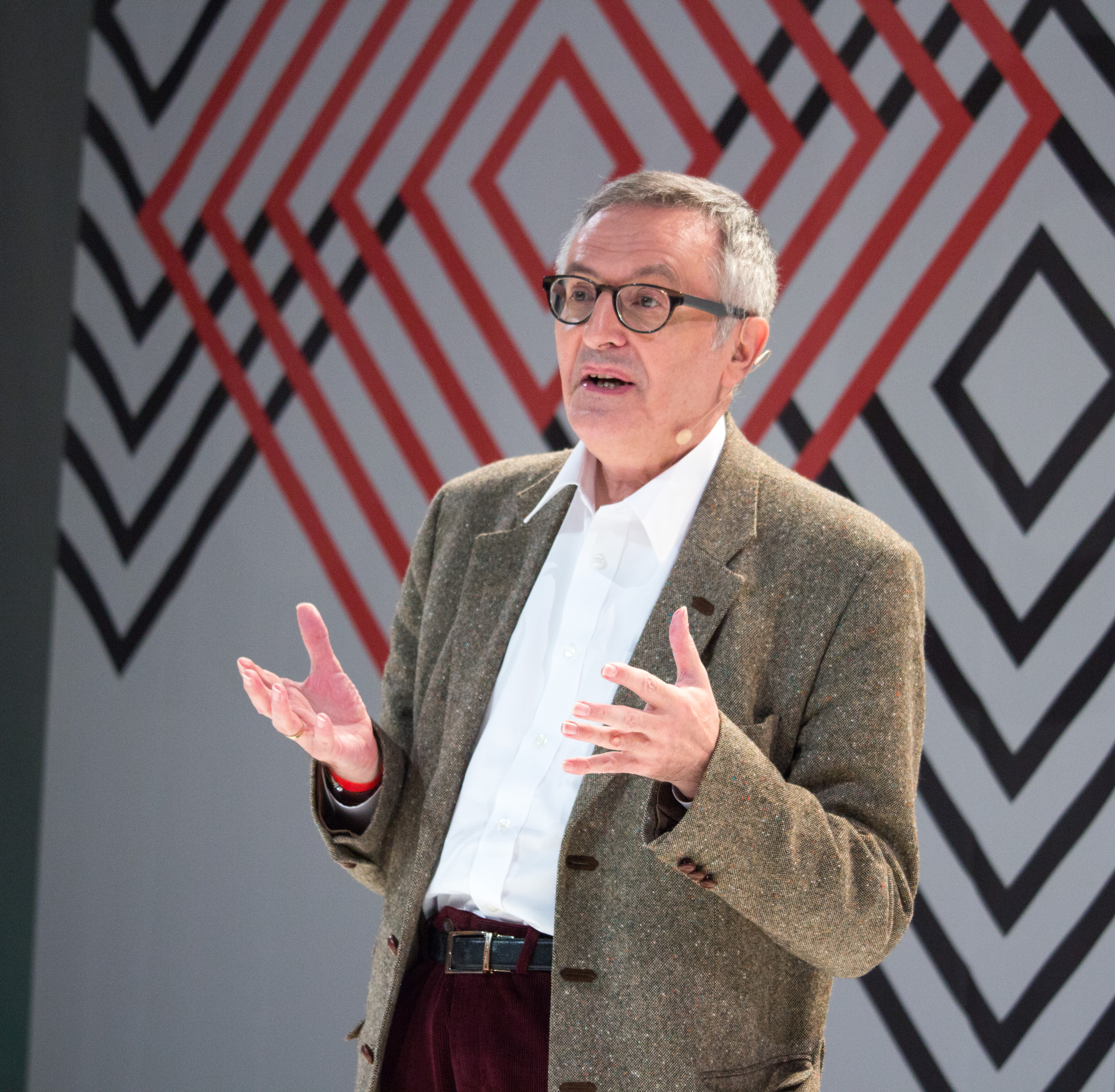
John Gray bij Brainwash Festival 2015

John Nicholas Gray (South Shields, 17 april 1948) is een prominente Britse politiek filosoof en schrijver. Hij was hoogleraar European Thought (Europees Denken) aan de London School of Economics and Political Science.

## Academische carrière
Gray studeerde 'Filosofie, Politiek en Economie' (PPE) aan Exeter College in Oxford, waar hij tevens promoveerde.
Gray begon zijn universitaire loopbaan als docent Political theory (politieke filosofie)  aan de University of Essex, hij werd fellow van het Jesus College Oxford, en werd uiteindelijk hoogleraar politicologie aan de University of Oxford. In 1998 werd hij hoogleraar European Thought (Europees Denken) aan de London School of Economics. In 2008 ging hij met emeritaat.
Verder was hij onder meer visiting professor aan Harvard University (1985-1986), Tulane University’s Murphy Institute (1991) en Yale University (1994) en was hij Stranahan Fellow aan het Social Philosophy and Policy Center van Bowling Green State University (1990-1994).

## Werk
Gray schrijft regelmatig in The Guardian, New Statesman, en The Times Literary Supplement en heeft een aantal invloedrijke boeken geschreven over politieke theorie, waaronder Straw Dogs: Thoughts on Humans and Other Animals (2003), een aanval op het humanisme, dat hij beschouwt als een wereldbeeld dat afgeleid is van religieuze ideologieën. Volgens Gray is de vrije wil, en daarmee de moraal, een illusie en hij beschouwt de mensheid als een roofzuchtige soort die andere levensvormen uitroeit en zijn natuurlijke omgeving vernietigt. Hij bekritiseerde in het boek Black Mass: Apocalyptic Religion and the Death of Utopia (2007) het utopische denken dat in de Verlichting de gedaante aannam van het  vooruitgangsgeloof en dat een modificatie is van de verlossingsgedachte die door het christendom werd geïntroduceerd.
Gray was een aanhanger van New Right in de jaren tachtig en daarna van New Labour in de jaren negentig. Tegenwoordig ziet Gray het conventionele links/rechts-spectrum van conservatisme en sociaaldemocratie als onbruikbaar.
Gray is ook bekend geworden vanwege zijn controversiële studie naar de ongemakkelijke relatie tussen het pluralisme en liberalisme van Isaiah Berlin en vanwege zijn sterke kritiek op het neo-liberalisme en de mondiale vrije markt. Gray is pessimistisch over de mogelijke verandering van menselijk gedrag en voorspelt dat de eenentwintigste eeuw geteisterd zal worden door oorlogen door de toenemende schaarste van natuurlijke bronnen.

## Publicaties
- Mill on Liberty: A Defence (1983). ISBN 0710092709.
- Conceptions of Liberty in Political Philosophy (ed. met Zbigniew Pelczynski) (1984)
- Hayek on Liberty (1984)
- Liberalism (1986). ISBN 0816615217.
- Liberalisms: Essays in Political Philosophy (1989). ISBN 0415007445.
- J.S. Mill, "On Liberty": In Focus (ed. with G.W. Smith) (1991). ISBN 0415010012.
- Beyond the New Right: Markets, Government and the Common Environment (1993). ISBN 0415092973.
- Postliberalism: Studies in Political Thought (1993). ISBN 0415135532.
- Enlightenment's Wake: Politics and Culture at the Close of the Modern Age (1995). ISBN 0415163358.
- Isaiah Berlin (1995). ISBN 069104824X.
- Liberalism (2nd ed.) (1995). ISBN 0816628017.
- After Social Democracy: Politics, Capitalism and the Common Life (1996)
- Mill on Liberty: A Defence (2nd ed.) (1996)
- Endgames: Questions in Late Modern Political Thought (1997). ISBN 0745618820.
- Hayek on Liberty (3rd ed.) (1998)
- False Dawn: The Delusions of Global Capitalism (1998). ISBN 1565845927.
  - Vertaling door Thĳs Bartels: Vals ochtendlicht: de keerzĳde van de globalisering ISBN 9789026318283
- Voltaire (1998). ISBN 0415923948.
- Two Faces of Liberalism (2000). ISBN 1565845897.
- Straw Dogs: Thoughts on Humans and Other Animals (2002). ISBN 1862075123.
  - Vertaling door Willemien de Leeuw en Ruud van der Plassche:  Strohonden: gedachten over mensen en andere dieren. ISBN 90-263-2062-0.
- Al Qaeda and What it Means to be Modern (2003). ISBN 1565848055.
  - Vertaling door Rob Hartmans: Al-Qaida en de moderne tĳd. ISBN 90-263-1835-9
- Heresies: Against Progress and Other Illusions (2004). ISBN 1862077185.
  - Vertaling door Thĳs Bartels: Provocaties: gedachten over vooruitgang en andere illusies. ISBN 90-263-1878-2
- Black Mass: Apocalyptic Religion and the Death of Utopia (2007). ISBN 0713999152.
  - Vertaling door Rogier van Kappel: Zwarte mis: apocalyptische religie en moderne utopieën. ISBN 9789026319686.
- Gray's anatomy: selected writings (2009). ISBN 9781846141911
  - Vertaling door Thijs Bartels, Rob Hartmans, Rogier van Kappel, Ruud van de Plassche: Grays anatomie: geschriften. ISBN 9789026322396
- The Immortalization Commission: Science and the Strange Quest to Cheat Death (2011). ISBN 978-1-84614-219-2
  - Vertaling door Ruud van de Plassche: Het onsterfelijkheidscomité: wetenschap en het wonderlijke streven de dood te overwinnen. ISBN 9789026323881
- The Silence of Animals: On Progress and Other Modern Myths (2013). ISBN 0374229171
  - Vertaling door Ruud van de Plassche: De stilte van dieren: over de vooruitgang en andere moderne mythen. ISBN 9789026326509
- The Soul of the Marionette: A Short Enquiry into Human Freedom (2015). ISBN 9781846144493
  - Vertaling door Ruud van de Plassche: De ziel van de marionet: een zoektocht naar de vrijheid van de mens. ISBN 9789026330674
- Seven Types of Atheism (2018). ISBN 9780241199411
  - Vertaling door Fred Reurs: Zeven vormen van atheïsme: Een zoektocht om het mens-zijn te begrijpen (2018). ISBN 9789000363674

## Boeken over Gray
- John Horton & Glen Newey (red.) (2007), The Political Theory of John Gray. London: Routledge. ISBN 041536647X.
- John Hoffman (2008), John Gray and the Problem of Utopia. Cardiff: University of Wales. ISBN 9780708320266